# Singapora
Singapora (лат.) — род цикадок из подсемейства Typhlocybinae (триба Erythroneurini, Cicadellidae). Азия, около 20 видов.

## Распространение
Малая Азия и Ориентальная область.

## Описание
Мелкие цикадки (менее 5 мм). Питаются на разных видах растений семейства розовые (Rosaceae), например, персик, груша, боярышник, яблоня, папайя и многих других видов (Derris robusta, Pueraria lobata, Pterocarpus indicus).
Род был впервые выделен энтомологом С. Махмудом (Mahmood, S. H.) по типовому виду из Сингапура (Singapora nigropunctata  Mahmood, 1967). Всего род включает около 20 видов.
- Singapora arifi Ghauri, 1985[3]
- Singapora cyclops (Kusnezov, 1932)
- Singapora diversa Ghauri, 1975[4]
- Singapora fopingensis Chou & Ma, 1981[5]
- Singapora indica (Ramakrishnan & Menon, 1973)[6]
- Singapora karnatakana Viraktamath & Dworakowska, 1979[7]
- Singapora nigropunctata Mahmood, 1967
- Singapora shinshana (Matsumura 1932)[8]
- Singapora shivae Dworakowska, 1983[9]
- Singapora victoreena Chiang & Knight, 1990[10]
- Singapora viridis Dworakowska, 1983[9]
- Singapora candela Yang & Zhang, 2014
- Singapora excedens Yang & Zhang, 2014
- Singapora falcata Cao & Zhang, 2014
- Singapora longiantrosa Yang & Zhang, 2014
- Singapora triacantha Yang & Zhang, 2014
- Singapora yingjiangica Cao & Zhang, 2014